# De tirannieke tor
De tirannieke tor is een stripverhaal uit de stripreeks Suske en Wiske.
Dit verhaal is geschreven door Peter van Gucht,
de tekenaar van dit verhaal heet Luc Morjaeu